# 美因茨工人和士兵委员会

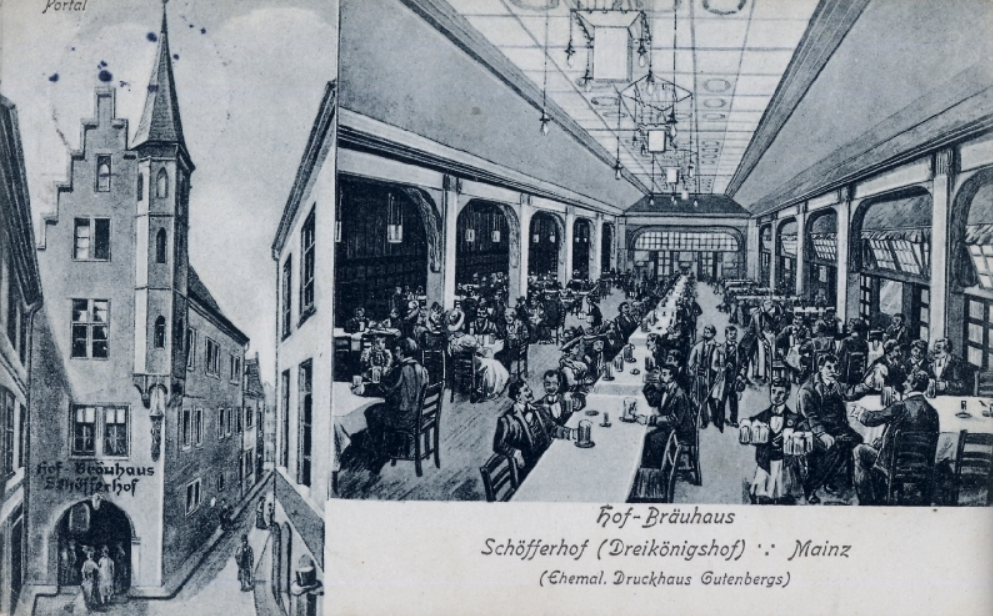
美因茨工人和士兵委员会的成立地：“舍芬霍夫”餐馆

美因茨工人和士兵委员会（德語：Mainzer Arbeiter- und Soldatenrat）是德国革命期间，1918年11月9日—12月9日美因茨事实上的政府。
1918年11月7日，关于基尔水兵兵变的报道在《美因茨报》上发表。第二天，50名全副武装的革命水兵从基尔来到美因茨并立即控制火车站。随后，他们前往监狱释放囚犯。饥饿的市民开始抢夺食物，特别是从军用仓库中。
当地的德国多数社会民主党担心他们的权力在保守反革命和苏维埃式革命的前景之间被削弱。11月9日，在当地德国多数社会民主党政治家伯恩哈德·阿德隆的领导下，于“舍芬霍夫”餐馆召开一个由德国多数社会民主党、工会和军队代表参加的私密会议，会议决定成立美因茨工人和士兵委员会，由7名工人和7名士兵组成，伯恩哈德·阿德隆任主席。11月12日，美因茨工人和士兵委员会派遣一个代表团前往莱茵河畔英格尔海姆，敦促那里的居民也建立工人和士兵委员会。
美因茨工人和士兵委员会迅速采取行动，防止革命进一步发展，基尔的水兵被迫前往法兰克福。11月10日，在哈勒广场的台阶上，阿德隆宣布成立民主共和国。第二天，德国与协约国达成停战协定，包括占领莱茵兰。根据条款，法国军队将到达美因茨。在阿德隆的领导下，一个改良主义政府维持了公共秩序，直到1918年12月9日法国军队的到来。